# 2020년 kt wiz 시즌
2020년 Kt 위즈 시즌은 Kt 위즈가 KBO 리그에 참가한 6번째 시즌으로 이강철 감독이 팀을 이끈 2번째 시즌이다. 유한준이 주장을 맡았다. 팀은 두산 베어스, LG 트윈스, 키움 히어로즈와의 치열한 2위 싸움 끝에 정규 시즌 마지막 날 두산과 LG에 반 경기 차, 키움에 1경기 차 앞선 정규 시즌 2위를 확정지으며 창단 후 처음으로 포스트시즌에 진출했다. 그러나 플레이오프에서 두산 베어스에게 1승 3패로 밀려 탈락하는 바람에 최종 순위는 3위가 되었다.

## 2020년 최종 경우의 수
kt 위즈는 2020년 KBO 포스트시즌을 처음으로 진출했는데 그 전에 10월 30일에는 다른 팀들의 패배로 인해서 운좋게 2위를 유지할 수 있었다. 10월 29일에 kt 위즈는 2위까지 등극했는데 확실하게 최종전으로는 순위가 정해지지는 않았기 때문이다. 10월 30일에 KT 위즈가 이겼더라면 상관없이 2위가 확정되지만, 최종전에서 졌을 경우 같은 시간 키움 히어로즈와 LG 트윈스가 최종전에서 모두 이기면 4위까지 떨어지고, 한 팀만 이기면 3위로 떨어지기 마련이었다. 그런데 kt 위즈가 10월 30일에 한화 이글스에게 선취 득점을 가져갔으나 5회말에 4득점을 연거푸 내주면서 결국 3:4로 지고 말았다. 하지만 너무나 운좋게도 키움 히어로즈가 0:2로 지면서 먼저 경기가 끝났고, 이어 LG 트윈스도 2:3으로 연속으로 지면서 최종전 상관없이 2위로 2020년 KBO 포스트시즌에 최초로 진출하는 팀이 되었다.

### 2020년 KBO 최종 결과
| 날짜             | 원정 팀       | 득점  | 홈 팀       | 장소                   | 승점          | 결과                 | 비고                                                     |
| ---------------- | ------------- | ----- | ----------- | ---------------------- | ------------- | -------------------- | -------------------------------------------------------- |
| 2020년 10월 29일 | kt 위즈       | 3 : 4 | 한화 이글스 | 대전한화생명이글스파크 | 81승 1무 62패 | KT 위즈의 패배       | 키움 히어로즈과 LG 트윈스의 패배로 기적적으로 2위를 유지 |
| 2020년 10월 29일 | 키움 히어로즈 | 0 : 2 | 두산 베어스 | 서울종합운동장 야구장  | 80승 1무 63패 | 키움 히어로즈의 패배 | 키움 히어로즈의 패배로 2~3위 확보 실패 (5위)             |
| 2020년 10월 29일 | LG 트윈스     | 2 : 3 | SK 와이번스 | 인천SK행복드림구장     | 79승 4무 61패 | LG 트윈스의 패배     | LG 트윈스의 패배로 2~3위 확보 실패 (4위)                 |

이후 2021년에도 경우의 수가 계속되었다. 이는 KT 위즈는 1위가 확정되었는데 삼성 라이온즈와 단독 1위를 가리기 위해 승패를 가리는 상황이었다.

## 코치
- 김태균, 김강, 박기혁, 박철영, 박정환, 최만호, 박승민, 조중근

## 타이틀
- KBO MVP: 로하스
- KBO 골든글러브: 강백호 (1루수), 황재균 (3루수), 로하스 (외야수)
- KBO 신인상: 소형준
- 일구상 신인상: 소형준
- 조아제약 프로야구대상 최고수비상: 배정대
- 조아제약 프로야구대상 신인상: 소형준
- 조아제약 프로야구대상 프런트상: kt wiz 프런트
- 스포츠서울 올해의 신인상: 소형준
- 스포츠서울 올해의 프런트상: kt wiz 프런트
- 한은회 최고의 투수상: 주권
- 한은회 최고의 신인상: 소형준
- 올스타 선발: 강백호 (1루수), 로하스 (외야수 1위)
- OSEN 선정 야구인 2세 베스트 라인업: 유원상 (중간계투), 로하스 (우익수)
- 컴투스프로야구2022 타이틀홀더 라인업: 소형준 (구원투수), 황재균 (3루수), 조용호 (좌익수), 로하스 (우익수)
- 컴투스프로야구 내일은 MVP 라인업: 로하스 (우익수)
- 컴투스프로야구 선정 2020 주요 라인업: 데스파이네 (선발투수), 주권 (중간계투), 강백호 (1루수), 황재균 (3루수), 로하스 (우익수)
- 컴투스프로야구 시그니처 카드: 이대은, 주권, 김재윤, 강백호, 박경수, 황재균, 로하스, 유한준
- WAR: 로하스 (9.04)
- 타격 WAR: 로하스 (8.55)
- 출장(타자): 심우준, 배정대 (144)
- 출장(야수): 심우준 (144)
- 선발 출전(야수): 배정대 (141)
- 득점: 로하스 (116)
- 홈런: 로하스 (47)
- 루타: 로하스 (374)
- 타점: 로하스 (135)
- 도루: 심우준 (35)
- 고의4구: 강백호 (9)
- 희생타: 심우준 (16)
- 장타율: 로하스 (0.680)
- OPS: 로하스 (1.097)
- 출장(투수): 주권 (77)
- 선발등판: 데스파이네 (34)
- 구원등판: 주권 (77)
- 홀드: 주권 (31)
- 이닝: 데스파이네 (207.2)
- 상대한 타자 수: 데스파이네 (906)
- 장타: 로하스 (87)
- 타석 당 피투구수: 조용호 (4.46)
- 순장타율: 로하스 (0.331)
- 추정 득점: 로하스 (137.9)
- GPA: 로하스 (0.358)
- 투구 수: 데스파이네 (3525)
- 땅볼 유도: 데스파이네 (269)
- 수비이닝: 배정대 (1221.1)
- 풋아웃: 강백호 (1056)
- 어시스트: 심우준 (427)
- 병살 처리: 강백호 (111)

### 퓨처스리그
- 타율: 김태훈 (0.367)
- 볼넷: 강민성 (44)
- 사구: 안승한 (11)
- 장타율: 김태훈 (0.603)
- 남부리그 2루타: 김태훈 (18)
- 남부리그 3루타: 김태훈 (6)
- 남부리그 홈런: 강민성 (12)
- 남부리그 출루율: 김태훈 (0.410)

## 선수단
- 선발투수: 데스파이네, 쿠에바스, 배제성, 소형준, 김민수
- 구원투수: 주권, 조현우, 이보근, 유원상, 전유수, 하준호, 이상화, 손동현, 이창재, 안현준, 박세진, 한승지, 이선우, 금민철, 이강준, 김민
- 마무리투수: 김재윤, 김성훈, 이대은, 이상동, 조병욱, 류희운
- 포수: 장성우, 이홍구, 문상인, 허도환, 강현우
- 1루수: 강백호, 문상철
- 2루수: 박경수, 김영환, 정주후, 박승욱, 강민국, 천성호
- 유격수: 심우준
- 3루수: 황재균, 김병희
- 좌익수: 조용호, 오태곤, 홍현빈, 김민혁, 김태훈
- 중견수: 배정대
- 우익수: 로하스, 송민섭, 박준혁
- 지명타자: 유한준

## 여담
- 홈구장인 수원케이티위즈파크의 좌석 수를 기존20800석에서 20000석으로 줄였다.
- 배정대는 9월에만 3번의 끝내기를 쳐 KBO 리그 역사상 한 달에 가장 많은 끝내기를 친 선수가 되었다.
- 안현준은 9월 16일 삼성 라이온즈와의 경기에 등판하여 0.1이닝을 투구한 것이 이 시즌의 유일한 출전 기록이다. 이로써 안현준은 2013년 이후 KBO 리그 역대 단일 시즌 최소 수비 이닝을 기록했다.
- 데스파이네는 3525구를 던져 규정 이닝을 채운 투수 중 2013년 이후 KBO 리그 단일 시즌 최다 투구 기록을 세웠다.
- 로하스는 외야 뜬공 확률 63.1%로 2013년 이후 규정 타석 충족 타자 중 최고 기록을 세웠다.
- 로하스는 체인지업 장타율 0.986으로 2013년 이후 규정 타석 충족 타자 중 단일 시즌 최고 기록을 세웠다.
- 로하스는 구단 사상 단일 시즌 최고 WAR, KBO 리그 역대 외국인 우익수 단일 시즌 최고 WAR, KBO 리그 역대 단일 시즌 0도루 타자 최고 WAR, KBO 리그 역대 단일 시즌 스위치 타자 최고 WAR(9.04)을 기록했다.
- 강백호는 후반기 2루타 24개로 KBO 리그 역대 단일 시즌 후반기 최다 기록을 세웠다.
- 송민섭은 이 시즌 총 55경기에 출전해 수비를 소화했는데, 이 중 선발 출전은 한 번도 없었다.
- 데스파이네는 34경기에 선발등판하여 KBO 리그 외국인 투수 최다 기록을 세웠다.
- 소형준은 이 시즌까지 통산 2172구로 KBO 리그 역대 10대 투수 최다 투구 기록을 세웠다.
- 소형준은 이 시즌까지 통산 선발 WAR 3.99, 선발 130.2이닝, 퀄리티스타트 10회, 초구 스트라이크 비율 60.8%, 루킹 삼진 24개로 2013년 이후 KBO 리그 역대 10대 투수 최고, 최다 기록을 세웠다.
- 손동현은 이 시즌까지 통산 4블론홀드로 2013년 이후 KBO 리그 10대 투수 최다 기록을 세웠다.
- 로하스는 구단 최초로 KBO MVP를 수상했다.

## 같이 보기
- 2021년 Kt 위즈 시즌